# Too Many Friends
„Too Many Friends” – pierwszy singiel brytyjskiej grupy alternatywno-rockowej Placebo pochodzący z siódmego albumu studyjnego „Loud Like Love”.

## Wydanie
Premiera radiowa tytułowego utworu „Too Many Friends” odbyła się 24 czerwca 2013 roku. Singiel został wydany 8 lipca 2013 roku w formie digital download w portalu iTunes oraz udostępniony w serwisie Spotify. 

## Lista utworów
Digital download
| Nr | Tytuł utworu       | Długość |
| -- | ------------------ | ------- |
| 1. | „Too Many Friends” | 3:35    |

iTunes EP
| Nr | Tytuł utworu                                    | Długość |
| -- | ----------------------------------------------- | ------- |
| 1. | „Too Many Friends”                              | 3:35    |
| 2. | „Outro”                                         | 2:24    |
| 3. | „Too Many Friends - The Bloody Beetroots Remix” | 3:48    |

Limitowana wersja CD i 7"
| Nr | Tytuł utworu       | Długość |
| -- | ------------------ | ------- |
| 1. | „Too Many Friends” | 3:35    |
| 2. | „Outro”            | 2:24    |